# Park Narodowy Lasu Nyungwe
Park Narodowy Lasu Nyungwe (ang. Nyungwe Forest National Park) – park narodowy w południowo-zachodniej części Rwandy. Został założony w 2004 roku i obejmuje około 970 km² dziewiczego lasu deszczowego. Przez park przebiega wododział rzek Kongo i Nil, przy czym w parku znajduje się też najdalsze źródło tej ostatniej.
W 2023 roku park wpisano na listę światowego dziedzictwa UNESCO.

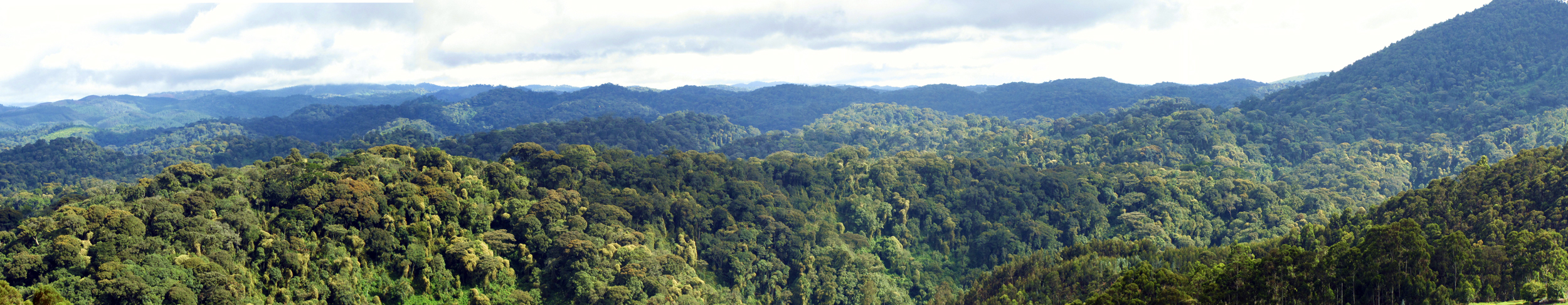
Panorama Lasu Nyungwe od strony wschodniej